# SH-13C
ドコモ スマートフォン AQUOS PHONE f SH-13C（ドコモ スマートフォン アクオスフォン エフ エスエイチ いちさん シー）、後のdocomo with series AQUOS PHONE f SH-13C（ドコモ ウィズシリーズ アクオスフォン エフ エスエイチ いちさん シー）は、シャープによって開発された、NTTドコモの第3世代移動通信システム（FOMA）端末である。OSはAndroid 2.3を搭載している。ドコモ スマートフォンのひとつとして発売され、2011年冬モデル発表以降はdocomo with seriesに分類されている。

## 概要
同時期に発売されたAQUOS PHONE SH-12Cの兄弟的な位置づけのスマートフォンとなる。ただしAQUOS PHONE SH-12Cと比べ、スペックや解像度ほぼ同等であるが、サイズがひとまわりコンパクトになっており、女性でも使いやすくといったコンセプトも含まれている。ただしSH-12Cのようにツインカメラや3D液晶は搭載されていない。
また本端末の一番の特徴ともいえるのが、携帯電話として世界初搭載となるワイヤレスチャージャー機能であり、本端末をワイヤレスチャージャーの上に置くだけで充電でき、従来のようにケーブルを差したり、卓上ホルダに載せたりする必要はない。ワイヤレスチャージャー機能は本体ではなく、バッテリーパック側に内蔵されているので、予備バッテリーもワイヤレスチャージャーの上に置くだけで、本体を必要とせず単体で充電できる。
日本仕様として、おサイフケータイ、赤外線通信に対応している。またIPX5/IPX7の防水性能、IP5Xの防塵性能も有している。
筐体はクリスタル調となっており、幅60mm、厚さ10.9mmとスマートフォンとしては、スタイリッシュなストレートタイプとなっており、正面にディスプレー、ディスプレーの下には、ホームキー、メニューキー、戻るキーの3つのボタンが配されており、FeliCaチップを搭載した背面は、ワイヤレスチャージャーにあわせるため、平らになっている。
液晶画面はSH-12Cと同様AQUOSの冠を配しているとおり、3.7インチ QHD（540×960ドット）の高解像度ディスプレイにプラスし、高画質エンジンを搭載し高精細な画像を表示することが可能となっている。覗き見を防止できる「カラーベールビュー」も搭載している。また、ディスプレーは静電式のマルチタッチ対応タッチパネルとなっており、タッチ操作などを記憶し、使う毎に自動でカスタマイズされていく「TapFlow UI」を搭載している。さらにセンサーとして地磁気センサー、加速度センサを対応しているため、直感的な操作を楽しむことができる。本端末独自のネイティブアプリケーションとして、Twitterやmixiのつぶやきの履歴を表示できる電話帳や、「いつ」「どこで」「誰を」撮影したのか自動的に分類することができる「ピクチャー」等がある。
AQUOS連携に対応し、WiFiでホームネットワークに接続することができ、DLNA対応AV機器内の動画などをAQUOS PHONE fに表示することが可能なほか、SH-13Cで撮影した写真や動画をDLNA対応テレビに映すことも可能となっている。またファミリンク中に、SH-13Cにメールや通話が着信した際などはAQUOSに通知される。
通信機能としては、下り最大14MbpsのFOMAハイスピードの高速通信に対応するほか、WiFiではIEEE802.11b/g/nに対応するため、最大150Mbpsの高速通信でネットサーフィンなども楽しむことができる。またWiFiテザリングにも対応しているため、本端末を親機として、パソコンやニンテンドーDS、PSPなどの子機を最大5台まで接続し、それぞれインターネット接続を行うことができる。
本端末ではNTTドコモが開発した、Android用のユーザーインターフェースである、docomo Palette UIが搭載されており、このUIを利用することで、ダウンロードしたアプリケーションなどをカテゴリー毎に整理することが可能となり、目的のアプリケーションを簡単に見つけることができるようになる。このインターフェースはスキンの意匠を自分好みの物にすることができるほか、使用頻度の高いアプリを自動的に最上段に表示させることもできる。
そのほかのドコモ仕様のアプリとして、BeeTV、iチャネル、メロディコール、トルカにも対応する。
docomo Palette UI以外のホーム画面として、通常のandroidライクなシャープオリジナルホームや、球体的な特徴のあるラウンドホームといった3種類のホーム画面が用意されており、気分に合わせてホーム画面を変更することができる。
カメラ機能は800万画素のCMOSカメラを搭載し、魚眼レンズ、ミニチュア撮影といった近年の高機能フィーチャーフォンなどに搭載される機能のほか、カメラの被写体に自分の顔がはいったら自動でシャッターを切る「自分撮り」機能などが搭載されている。
その他の機能として、顔検出、シーン自動認識、被写体の笑顔を検出してシャッターを切る「笑顔フォーカス」、被写体の動き等に連動したエフェクトをリアルタイムで合成するモシモカメラアプリなども搭載されている。
撮影データは「いつ」「どこで」「誰を」撮影したのかを自動的に分類することが可能なほか、撮影場所による地図連携（GPS機能により実現）等に対応する。
レコチョク、music.jp、mora Touchといった国内の大手音楽コンテンツ販売サイトが提供するアプリをプリインストールしており、料金を一度支払うだけで、購入したコンテンツを複数のデバイスで利用できる新しいDRM（デジタル著作権管理）システム「PlayReady」にも対応している。イヤホンマイク端子にはφ3.5mmのステレオミニジャックを採用し、汎用性に優れている。
カメラで文字を撮影すると、その文字の意味を表示する機能が搭載されている。
またNTTドコモとしては初となる、ドコモminiUIMカード（microSIM）対応の機種となる。

## メール・メッセンジャー
- spモードに対応し、iモードメールと同様@docomo.ne.jpのメールアドレスがそのまま利用可能となっている。iモードメール同様、絵文字、デコメール、デコメ絵文字も利用可能となっている。また、メールはリアルタイムプッシュで着信する。
- Android OS 2.3の特徴であるGmailの複数アカウントの同時利用が可能となる。また、Gmailはリアルタイムでプッシュ着信をする。
- 通常のメールアプリでは、複数のPOP、IMAPメールが利用可能であり、moperaメールはプッシュで着信する。
- メッセンジャーでは、Google Talkがプリインストールされている。また、マーケットからWindows Live Messengerをはじめ、様々なメッセンジャーアプリをインストールし、利用することが可能となる。
- 緊急地震速報(エリアメール)に対応している。

## ブラウザ
ブラウザはGoogle Chrome LiteベースのAndroid標準ブラウザが搭載され、上述の通りAndroid OS 2.3の特徴でもあるFlash Player 10.3がアドオンされている。また、JavaScript（V8）もサポートされている。これにより、パソコンのブラウザとほぼ同等のフラッシュサイト、動画サイトが利用することが可能となり、ブラウザでニコニコ動画、YouTubeをはじめとした各種動画サイトが利用できる。そのほかにサードパーティー製のブラウザをインストールし利用することも可能となる。

## アプリケーション

### 利用可能なアプリケーションマーケット
- Android OS標準のAndroidマーケットが利用可能となっており、30万を超えるアプリケーションが利用可能となっている。
- またNTTドコモが提供するアプリケーションサイト、dマーケットやシャープが提供するGALAPAGOS App for Smartphoneからも様々なアプリケーションがダウンロードが可能となっている。

### プリインストールアプリケーション
- Evernote
- mixi for SH - マイミクの日記やボイスの確認、画像付きの日記の作成・投稿が行える。またウィジェット機能も搭載されている。
- Twitter
- レコチョク
- music.jp
- mora Touch
- SH media2U
- オリ★スタ
- Google Map NAVI
- Google Maps
- Latitude
- Google検索、Google音声検索
- YouTube
- Google Talk
- ギャラリー
- Bee TV
- E★エブリスタ
- 2Dfacto
- トルカ
- おサイフケータイ
- 辞書
- ニュースと天気
- バーコードリーダー、情報リーダー、名刺リーダー
- 太鼓の達人
- document to go
- もしもカメラ
- 撮る家計簿Photo マネー　撮影したレシートを撮影するだけで、自動で日付や金額などを読み取り、購入店舗や品目、支払方法を登録して管理できる。
- スイーツの王様
- バトステZ
- イネスシークレット
- UkiUkiView、
- GALAPAGOS App for Smartphone
- メーカーアプリ
- 楽天 gateway
- Amazon JP
- オリスタ
- 方位計、歩数計

## その他機能
| 主な対応サービス                                | 主な対応サービス                                         | 主な対応サービス                       | 主な対応サービス                                 |
| ----------------------------------------------- | -------------------------------------------------------- | -------------------------------------- | ------------------------------------------------ |
| タッチパネル                                    | FOMAハイスピード14Mbps(受信)／5.7Mbps(送信)              | Bluetooth                              | DCMX／おサイフケータイ                           |
| iアプリオンライン／地図アプリ                   | 直感ゲーム／メガiアプリ                                  | iウィジェット                          | マチキャラ／iコンシェル                          |
| ホームU／ポケットU                              | GPS／オートGPS／ケータイお探し                           | デコメール／デコメ絵文字／デコメアニメ | iチャネル                                        |
| 着もじ                                          | テレビ電話／キャラ電                                     | ケータイデータお預かりサービス         | フルブラウザ                                     |
| おまかせロック／バイオ認証                      | 外部メモリーにアプリ移行／ユーザーデータ一括バックアップ | トルカ                                 | iC通信／iCお引越しサービス                       |
| きせかえツール／ダイレクトメニュー              | バーコードリーダ／名刺リーダ                             | 2in1                                   | エリアメール／ソフトウェアーアップデート自動更新 |
| GSM／3Gローミング（WORLD WING）                 | 着うたフル／うた・ホーダイ                               | Music&Videoチャネル／ビデオクリップ    | デジタルオーディオプレーヤー(AAC)(WMA)           |
| iメロディ・着信メロディ 128和音 ※MA-7／SMAF対応 | メロディ／パターン 27種類                                |                                        |                                                  |

## 歴史
- 2011年5月16日 - NTTドコモにより発売が発表される。
- 2011年6月3日 - Bluetooth認証通過
- 2011年7月28日 - 事前予約受付開始 [2]
- 2011年8月6日　- 発売開始